# Majin Buu
Majin Buu is een personage en antagonist uit de mangaserie Dragon Ball. Hij is een creatie van de tovenaar Bibidi en pure slechtheid. Majin Buu’s originele vorm is dat van een kleuter; klein in omvang, compleet onwetend over de gevolgen van zijn daden en hysterisch. Zijn kracht kent geen gelijke tijdens zijn creatie, met uitzondering van de goden en engelen.
Nadat Majin Buu was gecreëerd door Babidi, was het zijn doel om de Supreme Kai en zijn volgelingen te vernietigen. Dit resulteerde erin dat Majin Buu onder de indruk was van de krachten die hij in hun vond en besloot ze te absorberen. Het extreme goed wat de Kai’s bij zich droegen, gaf een enorm effect aan Majin Buu sinds hij puur slechtheid was. Hierdoor transformeerde hij in een dikke, nog simpelere vorm waarin hij de karakteristieke eigrnschappen van de Supreme Kai vertoonde. Dit bracht schaamte op Bibidi en de nu Fat buu werd in een kunstmatige slaap gebracht; wachtend op de dag om weer te ontwaken.

## Levensloop

### Creatie
Het is onduidelijk hoe Majin Buu Gecreëerd is, wat wel duidelijk is dat Majin Buu niet gecreëerd is door bibidi of babidi. Er wordt namelijk gezegd dat Majin Boo al eeuwen in het universum aanwezig is. Bibidi gebruikte Majin Boo om zijn vijanden te verslaan, de Kai's. Snel kwam Bibidi erachter dat Majin Buu niet gehoorzaamde. Na het verslaan van de eerste Kai, West Kai, trok hij zijn eigen plan. Bibidi bleef wel bij hem. Ook North Kai (niet te verwarren met Koning Kaio, deze Kai's zijn van een hogere rang, de Supreme Kai's) was geen partij voor Majin Buu. South Kai bood echter wel weerstand en Majin Buu besloot hem te absorberen. Hiermee transformeert hij in een ander wezen.
Er zijn nu nog 2 Kai's in leven. De East Kai, die wij ook kennen als de Supreme Kai uit Dragon Ball Z, en de leider van alle Kai's, de dikke Dai Kaio. Super Boo is vele malen te sterk voor de Supreme Kai en zijn einde is nabij. Zijn leider Dai Kaio schiet hem echter te hulp. Na een sterke aanval besluit Boo om Dai Kaio ook te absorberen. Dit blijkt echter een nadeel voor Buu te zijn dan een voordeel. Na deze absorbatie erft hij namelijk ook de goedheid van Dai Kaio. Na de absorbatie wordt Majin Buu ook dik. Bibidi kan uiteindelijk Majin Buu niet meer onder controle houden en sluit hem op in een bol. Hier blijft Buu voor eeuwen verzegeld.

### Terugkeer
Na vele jaren na de opsluiting smeedt de zoon van Bibidi, Babidi, een plan om Majin Buu weer tot leven te wekken. Hiervoor moet hij nog wel veel energie verzamelen. Die wint hij door het kwaad in Spopovitsj en Yamu te manipuleren om hen zijn handlangers te maken. Samen stelen Spopovitsj en Yamu de energie van Son Gohan om Buu tot leven te laten komen. De rest van de energie komt uit het gevecht tussen Son Goku en Vegeta, die Majin is geworden door Babidi. Buu wekt wel argwaan op bij de aanwezigen, want hij ziet er niet uit als een gruwelijk monster. Hij is dik en log op het eerste gezicht en erg simpel (Fat Buu). Boo windt er echter geen doekjes om. Hij begint met het verslaan van Gohan en de Supreme Kai. Ook Dabura, de rechterhand van Babidi, vindt zijn einde hier. Buu verandert hem in een koekje. Vegeta besluit het tegen Fat Buu op te nemen, maar ziet dat Buu niet snel te verslaan is. Hij kan namelijk zichzelf regenereren. Vegeta ziet geen andere uitweg dan zo'n enorme explosie te veroorzaken dat er niks meer van Buu over blijft. Vegeta laadt zichzelf zo ver op dat hij zichzelf opblaast. Buu overleeft echter toch en regenereert zichzelf weer volledig.

### Terreur
Na het verslaan van Gohan, Supreme Kai en Dabura vernietigt Boo vele steden. Massa's mensen worden vermoord. Goku besluit er een stokje voor te steken en vecht als dode tegen Buu. In dit gevecht wordt hij voor het eerst Super Saiyan 3. Goku belooft Boo een nog sterkere tegenstander over 2 dagen. Buu kan niet wachten. Tevens besluit hij niet meer te luisteren naar Babidi en vermoordt hem.

### Aardige Boo?
Na het doden van Babidi verandert Majin Boo. Hij geeft een blind jongetje melk en laat hem weer zien. Het goede van Dai Kaio komt in hem boven. Hij bouwt een huisje en ontvangt in zijn huis Mr. Satan, de wereldkampioen van de mensen in de vechtsport. Hij is echter totaal niet sterk. Boo wordt vrienden met Mr. Satan en is erg gesteld op zijn pas gevonden hondje, Bee. Mr. Satan haalt Buu over om niet meer te doden. Dit gaat echter niet goed. Twee slechte mensen schieten zijn hondje dood en iets knapt in Buu. Zijn woede is enorm. Als later Mr. Satan ook neergeschoten wordt, geneest hij hem eerst en stuurt hem daarna weg.
Transformaties
Na de woede-uitbarsting gebeurt er iets vreemds met de dikke Buu. Uit de gaten uit zijn hoofd komt stoom. Deze stoom vormt zich echter in een massa. Wat zich eerst alleen in het hoofd van Buu afspeelde, is nu ook aan de buitenkant te zien. Een deel is goed en een deel is slecht. Helaas wint slecht het van goed. Evil Buu maakt van Fat Buu een stukje chocola. Als hij hem opeet verandert hij weer in Super Boo. Hij herkent Mr. Satan en Bee nog wel en kan hen niet vermoorden. Na een gevecht met Gohan transformeert Boo weer. Hij absorbeert Piccolo en Gotenks (Super Saiyan 3). Later als Goku en Gohan willen fuseren absorbeert Buu Gohan ook. Nu wordt hij Ultimate Buu of Mystic Buu.
De zege van Buu lijkt nabij, totdat Vegeta nog terugkomt naar Aarde en fuseert met Goku. Omdat Buu niet kan winnen besluit hij ook Vegito (de fusie van Goku en Vegeta) te absorberen. Deze had echter al een schild om zich heen gevormd. Hij wordt dus niet verteerd. De fusie Vegito werkt niet meer en Goku en Vegeta worden weer apart. Zij halen echter alle mensen die Boo heeft geabsorbeerd uit zijn lichaam en Majin Buu transformeert terug naar zijn originele staat, Kid Buu.

### Einde van Majin Buu
Kid Boo wordt uiteindelijk verslagen door een Genki Dama van Goku, die bestond uit de energie van alle mensen van de aarde. Fat Boo blijft wel in leven en Mr. Satan laat hem bij hem thuis wonen. Hij is nu volledig goed. Goku wenst vlak voor de dood van Kid Boo nog dat hij terugkomt als een goed mens, en in de laatste afleveringen van Dragon Ball Z zien we een klein jongetje met geweldige krachten, genaamd uub (Buu andersom gespeld).

## The great lord of lords
In de manga bleek Majin Buu the Great Lord of Lords te zijn de gene die lang geleden Moro heeft uitgeschakeld heeft en sterker is dan MUI goku